# Inga suberosa
Inga suberosa là một loài rau đậu thuộc họ Fabaceae.
Loài này chỉ có ở Brasil.